# Petru Czartan
Petru (spesso Petracz o anche Peter) Czartan è stato un uomo ungherese oppure rumeno vissuto nel XVII secolo, che alcuni scrittori postumi hanno affermato abbia vissuto fino a 185 anni, il ché lo renderebbe l'uomo più longevo conosciuto, 40 anni più anziano di Maftei Pop, altro supercentenario rumeno.

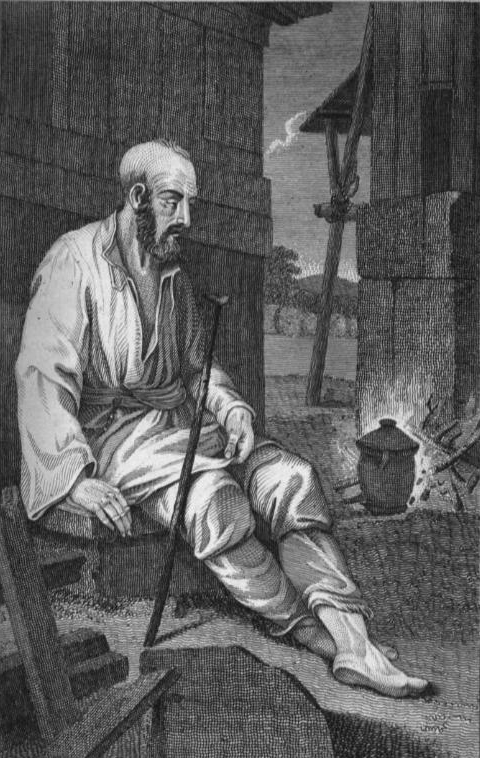
Ritratto di Petru Czartan

## Dati biografici
Petru Czartan sarebbe nato nel 1539 nel villaggio di Rofroș (oggi Chevereșu Mare), presso l'odierna Timișoara, ai tempi parte del regno dell'Ungheria orientale, poi del principato di Transilvania e infine del regno d'Ungheria, annesso all'arciducato austriaco. Nacque in una famiglia greco-ortodossa. A 13 anni assistette alla piccola guerra in Ungheria, parte del teatro delle guerre ottomano-asburgiche ed ottomano-ungheresi, dove a quanto pare si prendeva cura del bestiame del padre.
Czartan avrebbe poi continuato a vivere fino al 1724, quando morì a Belgrado, ai tempi parte del sangiaccato di Smederevo dell'impero Ottomano, sarebbe quindi stato un contemporaneo di grandi eventi come la battaglia di Lepanto, la guerra dei trent'anni o la guerra di successione spagnola.
Poco prima di morire sarebbe stato visitato dal nobile anglo-austriaco George Olivier Wallis, che divenne suo amico e gli donò alcune terre. Egli era un uomo molto religioso, che rispettava ogni tradizione, specialmente le giornate di digiuno. Ebbe almeno tre mogli e almeno un figlio, che visse 97 anni, ed egli stesso sopravvisse fino al suo quadrisnipote.

## Fonti sulla longevità
La leggenda sulla longevità di Petru Czartan iniziò a diffondersi in un periodo seguente alla sua morte, la prima sua menzione sarebbe in una lettera del 29 gennaio 1724 di George Olivier Wallis mandata alla repubblica delle Sette Province Unite, che però non è attendibile. Il primo resoconto esaustivo della biografia di Czartan comparve nel manoscritto Index tabularum pictarum et cælatarum qvæ longævos representant del danese Bolle Luxdorph, tra i primi gerontologi della storia – quest'ultimo presenta un resoconto della sua vita nonché una sua descrizione.
Già dal 1880 molti medici e ricercatori scettici avevano messo in  dubbio la longevità di Czartan, citando come prova principale l'impossibilità di constatare la data esatta di nascita di una persona così umile, visto che, nonostante i registri dei battesimi fossero iniziati a essere preservati in Ungheria dal 1515, non erano ancora di largo uso fino al secolo successivo. Altro fattore è la grande mancanza di informazioni o fonti attendibili che fanno pensare che si tratti di una fabbricazione.